# Tinto (Schiff, 1852)

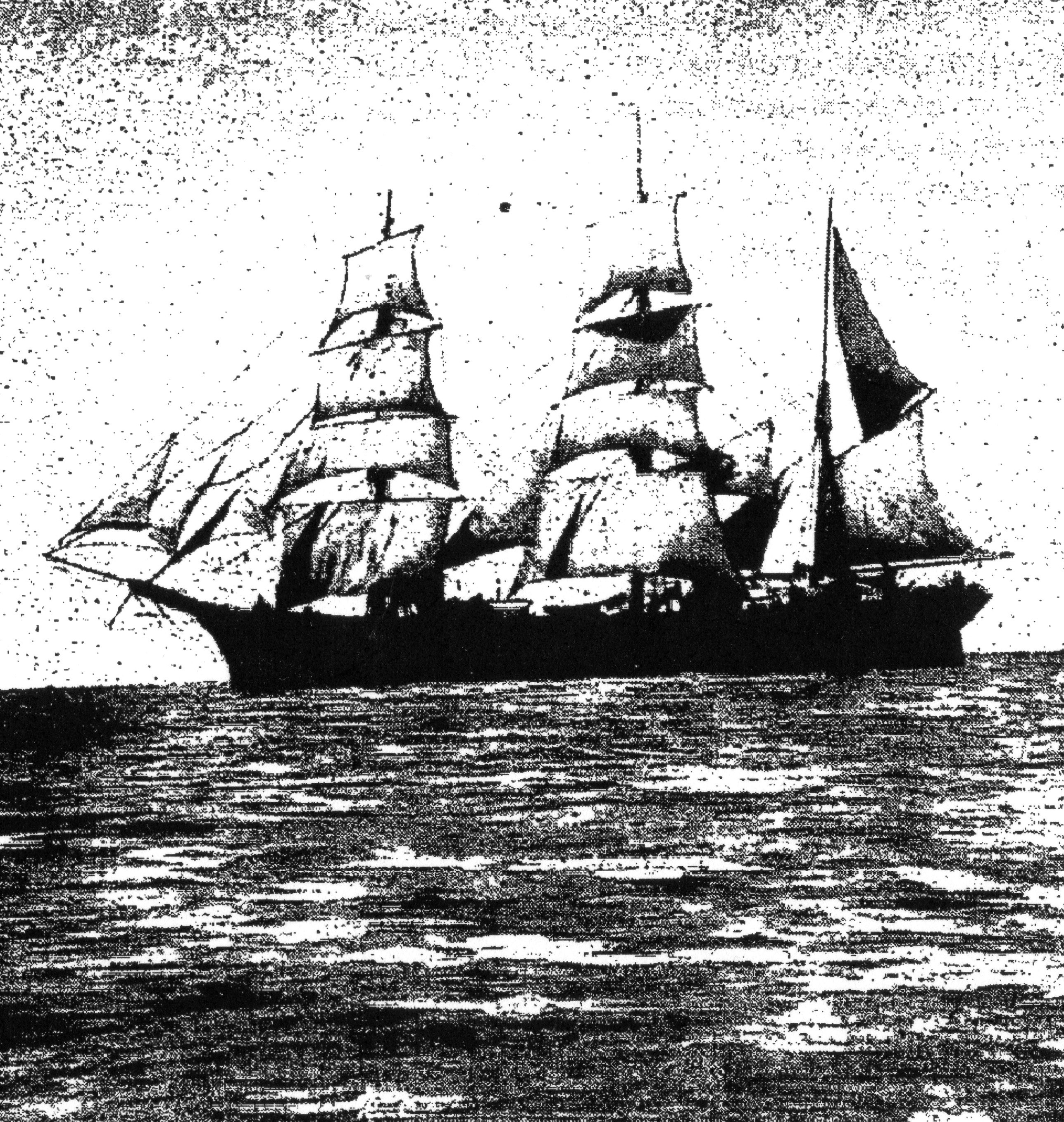
Chilenische Bark TINTO

Die Tinto war eine chilenische Bark, die während des Ersten Weltkriegs 1916 in Chile von internierten Angehörigen der Kaiserlichen Marine und der deutschen Handelsmarine als Fluchtschiff nach Norwegen benutzt wurde und dabei 1917 die britische Seeblockade in der nördlichen Nordsee durchbrach.

## Technische Daten
- Baujahr: 1852
- Schiffstyp: Dreimastbark
- Bauwerft: J. Steel jr., Liverpool
- Größe: 477 BRT
- Länge: 42,0 m
- Breite: 8,12 m
- Tiefgang: Unbekannt
- Antrieb: Segel
- Masten: 3
- Geschwindigkeit: 9 bis 10 kn
- Besatzung: 28 Mann (als Fluchtschiff)

## Geschichte
Nach dem Ausbruch des Ersten Weltkriegs waren in Chile mehrere deutsche Handelsschiffe interniert worden, so auch der Dampfer Göttingen und das Segelschulschiff Herzogin Cecilie. Hinzu kam im März 1915 die Besatzung des Kleinen Kreuzers Dresden.
Nach der Skagerrakschlacht am 31. Mai/1. Juni 1916 beschlossen acht Besatzungsmitglieder der Dresden unter Führung des Leutnants zur See der Reserve C(K)arl Richarz, auf dem Seeweg aus der Internierung auszubrechen und nach Deutschland zurückzukehren. Durch Kontakte zu internierten Handelsschiffsbesatzungen schlossen sich Besatzungsmitglieder der Göttingen sowie Kadetten der Herzogin Cäcilie dem Unternehmen an. Die Flucht wurde verdeckt vorbereitet, um die chilenischen Behörden und in Chile agierende britische Agenten abzulenken.
Durch Geldspenden von Chile-Deutschen wurde die bereits 1852 gebaute Tinto, die seit 1902 in Chile in der Küstenschifffahrt eingesetzt wurde, erworben. Einzelheiten sind nicht bekannt. Trotz Intervention von britischer Seite bei den chilenischen Behörden konnte die Tinto am 28. November 1916 von der Chiloe-Insel aus mit Hilfe des Schleppers Arturo die chilenischen Gewässer verlassen. Offiziell war die Bark für eine innerchilenische Küstenreise ausklariert. Die chilenische Besatzung stieg vorher auf den Schoner Chola um.
Zwar war der Schiffsrumpf der Tinto aus Teakholz konstruiert und sehr robust, Takelage und Segel jedoch „minderwertig“, so dass das Schiff nach Carl Richarz mehr den Eindruck eines Seelenverkäufers denn eines Windjammers machte. Allerdings war die Bark seit ihrer Übernahme durch Chile 1902 auch nie mehr für die Hochseeschifffahrt vorgesehen gewesen. An Bord war eine Funktelegrafenanlage installiert worden, die es erlaubte, den Funkverkehr in einem Umkreis von rund 1000 Seemeilen abzuhören und somit alliierten oder neutralen Kriegsschiffen aus dem Weg zu gehen. Als seemännischer Leiter (nicht Kapitän) des Schiffs fungierte Richarz, die Funktion des Ersten Offiziers übte Carl Reumer aus, Navigationsoffizier war Friedrich-Wilhelm Fleischer. Unklar ist, unter welcher Flagge das Schiff offiziell segelte; rein formal dürfte die Tinto weiterhin ein chilenisches Schiff geblieben sein.
Auf der Höhe der Falkland-Inseln hielt Richarz eine Gedenkfeier zur Erinnerung an die Gefallenen der Falklandschlacht am 8. Dezember 1914 ab, an der die Dresden beteiligt gewesen war. Bis zum Äquator wurde die chilenische Flagge benutzt, danach offenbar die norwegische unter der Legende Eva, einer tatsächlich existierenden norwegischen Bark.

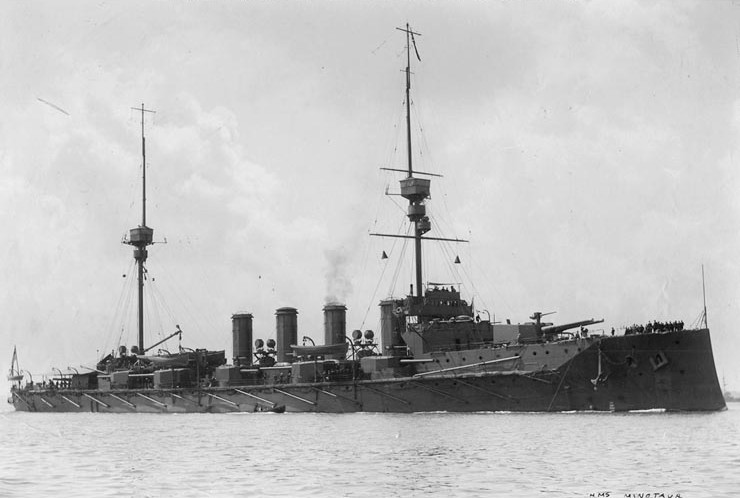
HMS Minotaur

Die Reise verlief trotz mehrerer schwerer Stürme, die der Tinto extrem zusetzten und in einem Fall beinahe zum Kentern brachten, letztlich unkompliziert, da sie offensichtlich die üblichen Dampfertracks mied und mit einer skandinavischen Flagge unter begegnenden Segelschiffen nicht auffiel. Die Bark wurde nur einmal kurz vor den norwegischen Gewässern von dem britischen Panzerkreuzer Minotaur und einem unbekannten Hilfskreuzer der Northern Patrol gestoppt und durch Winksignale nach Herkunft und Reiseziel befragt, jedoch nicht durchsucht. Unter erheblichen navigatorischen Schwierigkeiten aufgrund unzulänglicher Seekarten und schlechter Segel gelangte das Schiff schließlich in die Nähe der norwegischen Küste, wo es von einem Regierungsdampfer gestoppt und  am 31. März 1917 nach Drontheim eingeschleppt wurde.
In 125 Tagen hatte die Bark über 12.000 Seemeilen zurückgelegt. Die Dresden-Offiziere der Besatzung reisten unmittelbar nach der Ankunft in Norwegen nach Warnemünde und weiter zum Admiralstab in Berlin, um über die Fahrt zu berichten; der Rest der Tinto-Besatzung folgte einige Tage später. Die "Tinto" wurde in Norwegen zu Gunsten des Roten Kreuzes versteigert und abgewrackt.